# Parafia greckokatolicka św. Jozafata Biskupa i Męczennika w Gorzowie Wielkopolskim
Parafia greckokatolicka pw. Świętego Jozafata Biskupa i Męczennika w Gorzowie Wielkopolskim – parafia greckokatolicka w Gorzowie Wielkopolskim. Parafia należy do eparchii wrocławsko-koszalińskiej i znajduje się na terenie dekanatu zielonogórskiego.

## Historia parafii
W 1947 roku grekokatolicy z południowo-wschodniej Polski zostali w ramach tzw. Akcji „Wisła” przymusowo wysiedleni na ziemie zachodnie i północne. W 1958 roku powstała parafia pw. Świętego Jozafata Biskupa i Męczennika, księgi metrykalne są prowadzone od 1968 roku.
Nabożeństwa odbywają się w kaplicy cmentarnej cmentarza Świętokrzyskiego. Dla potrzeb parafii w kwietniu 2013 roku zakupiono kaplicę przy dawnym szpitalu miejskim, która jest obecnie remontowana.
Proboszczowie parafii
1958–1960. ks. Michał Pasławski.
1960–1964. ks. Grzegorz Fedoryszak.
1964–1969. ks. Teodor Marków.
1969–1972. ks. Jarosław Wodonos.
1972–1977. ks. Władysław Rosiecki.
1977–1984. ks. Michał Wudkiewicz.
1984–1990. ks. Bogdan Pipka.
1990–1994. ks. Piotr Gaborczak.
1994–1995. ks. Vasile Stoica.
1995–2002. ks. Roman Lirka.
2002–2005. ks. Wołodymyr Vintoniv.
2005–2011. ks. Piotr Szwec-Nadworny.
2011–2019. ks. Dariusz Hubiak.
2019– nadal ks. Jan Jadłowski.
Wikariusze parafii
1987–1989. ks. Bogdan Miszczyszyn.
Powołania z terenu parafii
- o. Orest Pidłypczak OSBM.
- o. Mirosław Pidłypczak OSBM.
- ks. Jarosław Czuchta.